# Flying Enterprise
El SS Flying Enterprise fue un buque mercante del tipo C1-B de 6.711 toneladas que se hundió frente a Cornualles en 1952. Fue construido en 1944 como SS Cape Kumukaki para la Comisión Marítima de los Estados Unidos para su uso en la Segunda Guerra Mundial. El barco se vendió en 1947 y operó en servicio regular con el nombre de Flying Enterprise. A finales de 1951, en un viaje de Hamburgo a los EE.UU. con carga mixta y algunos pasajeros, quedó paralizado por daños causados por una tormenta y el desplazamiento de la carga. Los pasajeros y la tripulación fueron evacuados. Tras tres semanas de esfuerzos para salvar el barco, que fracasaron, se hundió en enero y parte de la carga se recuperó años más tarde.

## Hundimiento

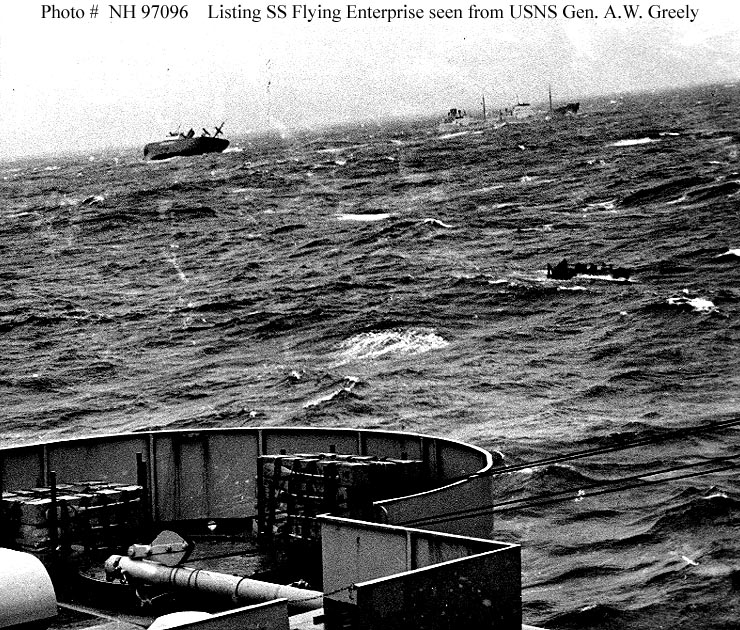
Fotografía tomada por el USNS General AW Greely (T-AP-141), alrededor del 29 de diciembre de 1951, que muestra al Flying Enterprise con una fuerte inclinación.

El 21 de diciembre de 1951, bajo el mando de Henrik Kurt Carlsen, partió de Hamburgo, Alemania Occidental, con destino a los Estados Unidos. Entre su cargamento había 1270 toneladas largas (1290 t) de arrabio y 486 toneladas largas (494 t) de café, 447 toneladas largas (454 t) de trapos, 39 toneladas largas (40 t) de turba, doce automóviles Volkswagen, antigüedades e instrumentos musicales antiguos, máquinas de escribir, 447 toneladas largas (454 t) de naftaleno así como diez pasajeros. Se especula que el cargamento también incluía oro y circonio.
Cuatro días después, en la noche de Navidad, se encontró con una tormenta en los accesos occidentales al canal de la Mancha. Posteriormente, se descubrió que había sufrido daños estructurales y se encontró una grieta en la cubierta de barlovento causada por una ola gigante. La carga se movió. Se emitió un SOS el 28 de diciembre, momento en el que se inclinaba 45 grados a babor. El buque de bandera británica MV Sherborne y el USS General AW Greely respondieron, siendo el Sherborne el primero en llegar, temprano en la mañana del 29 de diciembre. Carlsen, sin embargo, se mostró reacio a evacuar a los pasajeros y la tripulación a un barco británico. Se le pidió al Sherborne que permaneciera en la posición en caso de que la situación se deteriorara antes de que llegara un barco estadounidense. La situación se deterioró, justo cuando el USS General AW Greely llegó a media tarde y ambos barcos enviaron botes salvavidas para recoger a los pasajeros y la tripulación. La tripulación y los pasajeros fueron evacuados con la pérdida de una vida (un pasajero). El capitán Carlsen permaneció a bordo. Después de que los pasajeros y la tripulación fueron evacuados, el MV Sherborne fue liberado del deber de ayuda y continuó su viaje a Manchester.
El 2 de enero de 1952, el USS John W. Weeks había llegado y relevó a los buques mercantes. Al día siguiente, llegó el remolcador Turmoil, guiado por los reflectores del USS John W. Weeks, pero le resultó imposible remolcar al Flying Enterprise. El compañero del remolcador, Kenneth Dancy, fue transferido al Flying Enterprise el 4 de enero, momento en el que la escora había aumentado a 60 grados. El barco fue remolcado el 5 de enero, cuando se encontraba a unas 300 millas náuticas (560 km) de Falmouth, Cornualles. El 6 de enero, el USS Willard Keith relevó al John W. Weeks y el remolcador francés Abeille 25 también se unió al esfuerzo de rescate. La línea de remolque se partió a la 01:30 del 10 de enero, con el Flying Enterprise a 31 millas náuticas (57 km) al sur de The Lizard y a 41 millas náuticas (76 km) de Falmouth. Más tarde ese día, al Turmoil se le unieron el buque de Trinity House Satellite y los remolcadores Dexterous e Englishman. Carlsen y Dancy finalmente abandonaron el barco a las 15:22 horas y fueron recogidos por el Turmoil. El Flying Enterprise volcó y se hundió, de popa primero, a las 16:10 horas entre los silbatos, las sirenas y los saludos de la flotilla.
Los intentos de salvamento fueron criticados porque el barco podría haberse salvado si se hubiera dirigido al puerto seguro más cercano, Cork, en lugar de Falmouth.
Un bar en Cork, Irlanda, se llama "Flying Enterprise" en honor al barco.

## Pecio
En 1960, la compañía italiana Sorima rescató del pecio del Flying Enterprise unos 210.000 dólares de los 800.000 dólares de cargamento. En virtud de una cláusula de confidencialidad del contrato de salvamento, no se dieron a conocer más detalles del cargamento recuperado.
En 1976, el autor Bjarne Bekker publicó "Flying Enterprise & Kurt Carlsen", que contaba la historia de vida de Carlsen y sus esfuerzos por salvar el Flying Enterprise. Carlsen fue enterrado en el mar en el lugar de descanso final del Flying Enterprise el 8 de febrero de 1990 después de un viaje a Japón en una caja de seguridad en el SS Jutlandia.
En junio de 2001, buzos técnicos británicos redescubrieron el pecio del Flying Enterprise casi 50 años después de su hundimiento. El buzo de naufragios profundos Leigh Bishop había investigado el paradero del naufragio y obtenido información de los departamentos del gobierno británico sobre la ubicación aproximada del naufragio. Sus fotografías fueron suficientes para identificar con certeza los restos como los del Flying Enterprise.
En 2002, la compañía de expedición danesa No Limit Diving y el cineasta danés Lasse Spang Olsen emitieron un documental, El misterio de volar el Enterprise, para conmemorar el 50º aniversario del hundimiento.
Más tarde, Bishop trabajó con los buceadores estadounidenses John Chatterton y Richie Kohler para filmar el naufragio para un episodio de 2005 de Deep Sea Detectives del History Channel. Este se convirtió en el naufragio más profundo en el que se buceó de los 56 episodios realizados.
El pecio yace ahora de costado a babor a una profundidad de 84 metros (276 pies) en el lecho marino de los accesos occidentales al Canal de la Mancha. Bishop recuperó artefactos del lugar, que estuvieron expuestos durante muchos años al público en general en el Museo Marítimo de Cornualles.